# Friedrich Wilhelm von Berg
Friedrich Wilhelm Rembert von Berg noto anche in russo come Fëdor Fëdorovič Berg (Sangaste, 15 maggio 1793 – San Pietroburgo, 6 gennaio 1874) è stato un generale e politico lituano naturalizzato russo.
Fu feldmaresciallo russo, governatore generale della Finlandia dal 1855 al 1861 e viceré (namestnik) di Polonia dal 1863 al 1874.

## Biografia

### I primi anni e le guerre napoleoniche

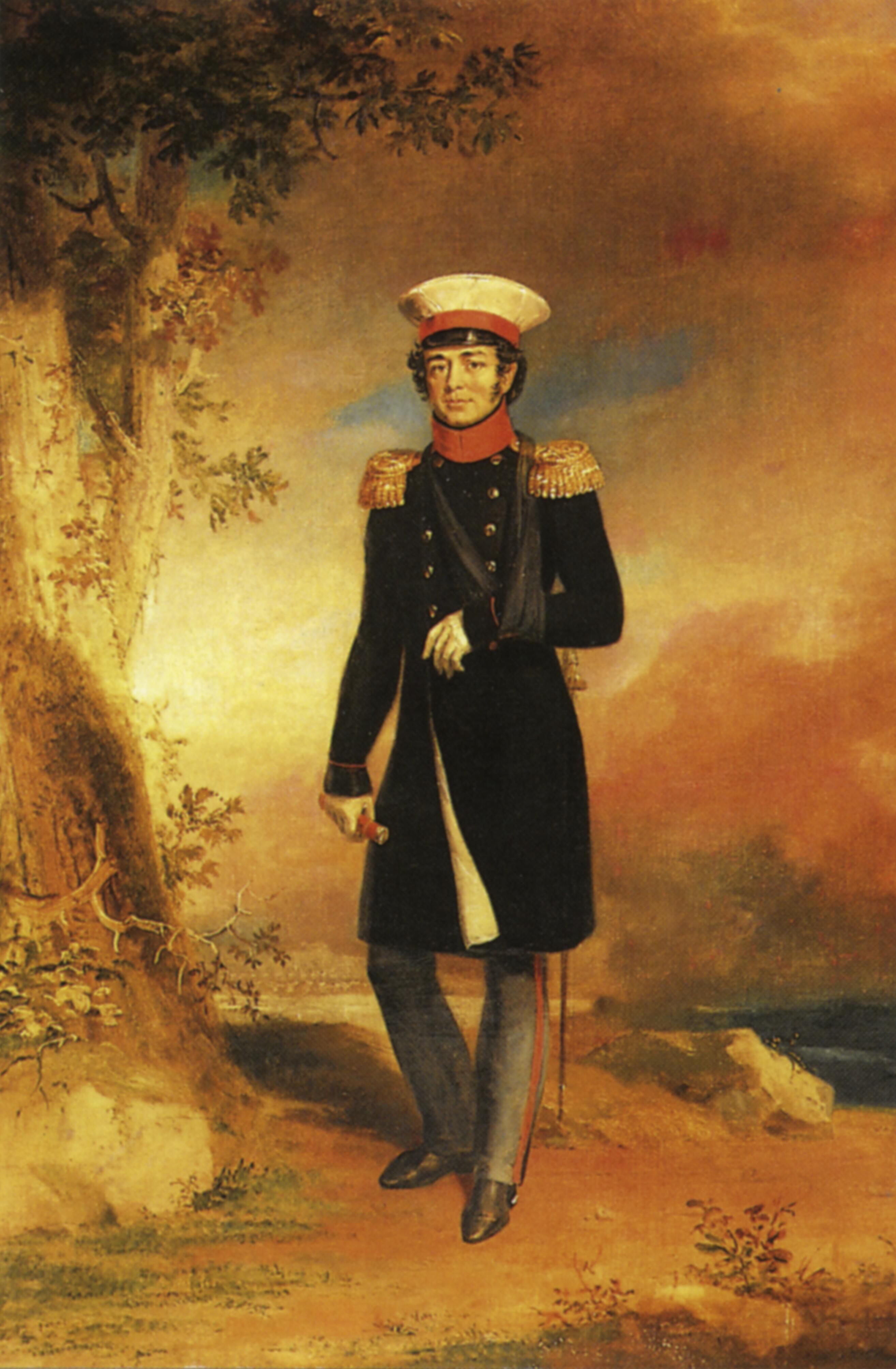
Il giovane tenente von Berg ferito al termine delle guerre napoleoniche, in un ritratto di Albert Gerrits Swart

Friedrich Wilhelm von Berg nacque al castello di Sangaste, in Lituania (attuale conte di Valga, in Estonia) da una famiglia della nobiltà tedesca del Mar Baltico, probabilmente originaria della Vestfalia, in Germania. Suo padre era Friedrich Georg von Berg (1763–1811), proprietario terriero a Beļava ed a Sangaste, mentre sua madre era Gerdruta Wilhelmine von Ermes (1775–1841). Compì i propri studi privatamente con il noto astronomo Friedrich Georg Wilhelm von Struve e crebbe seguendo i dettami della religione luterana. Proseguì poi i propri studi all'Università di Dorpat dove si iscrisse alla facoltà di filosofia nel 1810.
Abbandonò i propri studi per entrare a far parte dell'esercito imperiale russo nel 1812 quando Napoleone invase la Russia, iscrivendosi come volontario al fronte. Nominato presto ufficiale, militò nel 6º reggimento di fanteria ed operò prevalentemente nella Russia nord-occidentale, venendo assegnato poi allo stato maggiore russo e prendendo parte a quasi tutte le battaglie delle campagne del 1813 e del 1814. Lo zar Alessandro I gli concesse personalmente il grado di tenente e di vice quartiermastro nel 1812. Sotto il comando del generale Friedrich Karl von Tettenborn, prese parte alla campagna militare in Germania contro le truppe napoleoniche, scontrandosi coi francesi nella battaglia di Lipsia. Terminata la guerra, dopo alcuni anni di viaggio nell'Europa meridionale, nel 1819 fece ritorno in Russia dove venne promosso colonnello ed impiegato nelle ambasciate russe a Monaco di Baviera e Napoli, conducendo dal 1822 l'organizzazione dei rapporti commerciali della Russia col Kirghizistan attraverso Bukhara e l'India.

### La carriera militare

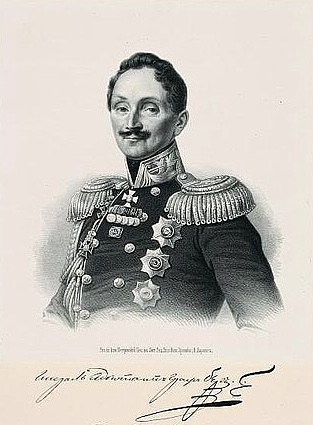
Il generale von Berg in una litografia d'epoca

Nel 1828-1829 prese parte alla Guerra russo-turca, venendo nominato quartiermastro della II armata imperiale russa. Grazie alle sue competenze, von Berg facilitò il passaggio delle truppe russe attraverso il Danubio presso la cittadina di Satunov, prendendo così parte all'assedio di Silistria al fianco del generale Gorchakov, negoziando la resa della città e prendendo parte all'assedio di Adrianopoli.
Durante la campagna in Polonia del 1831, comandò l'avanguardia del generale Diebitch distinguendosi in numerose occasioni come ad esempio quando riuscì a convincere il rivoluzionario polacco Jan Krukowiecki alla resa. Divenne quindi tenente generale e venne nominato capo di stato maggiore dell'esercito russo in Polonia, mantenendo tale incarico per ben dodici anni. Nel 1843 venne nominato generale di fanteria e quartiermastro generale. Con lo scoppio delle rivoluzioni in Europa nel 1848, venne incaricato di diverse missioni diplomatiche, la più difficile delle quali fu annunciare alla corte di Vienna che per la rivolta del 1849 l'Ungheria aveva richiesto l'aiuto della Russia, svolgendo inoltre il ruolo di ufficiale di collegamento tra il generale russo Ivan Fëdorovič Paskevič ed il generale austriaco Julius Jacob von Haynau.
Nel 1854 prese parte alla Guerra di Crimea.

### Governatore della Finlandia e Viceré di Polonia

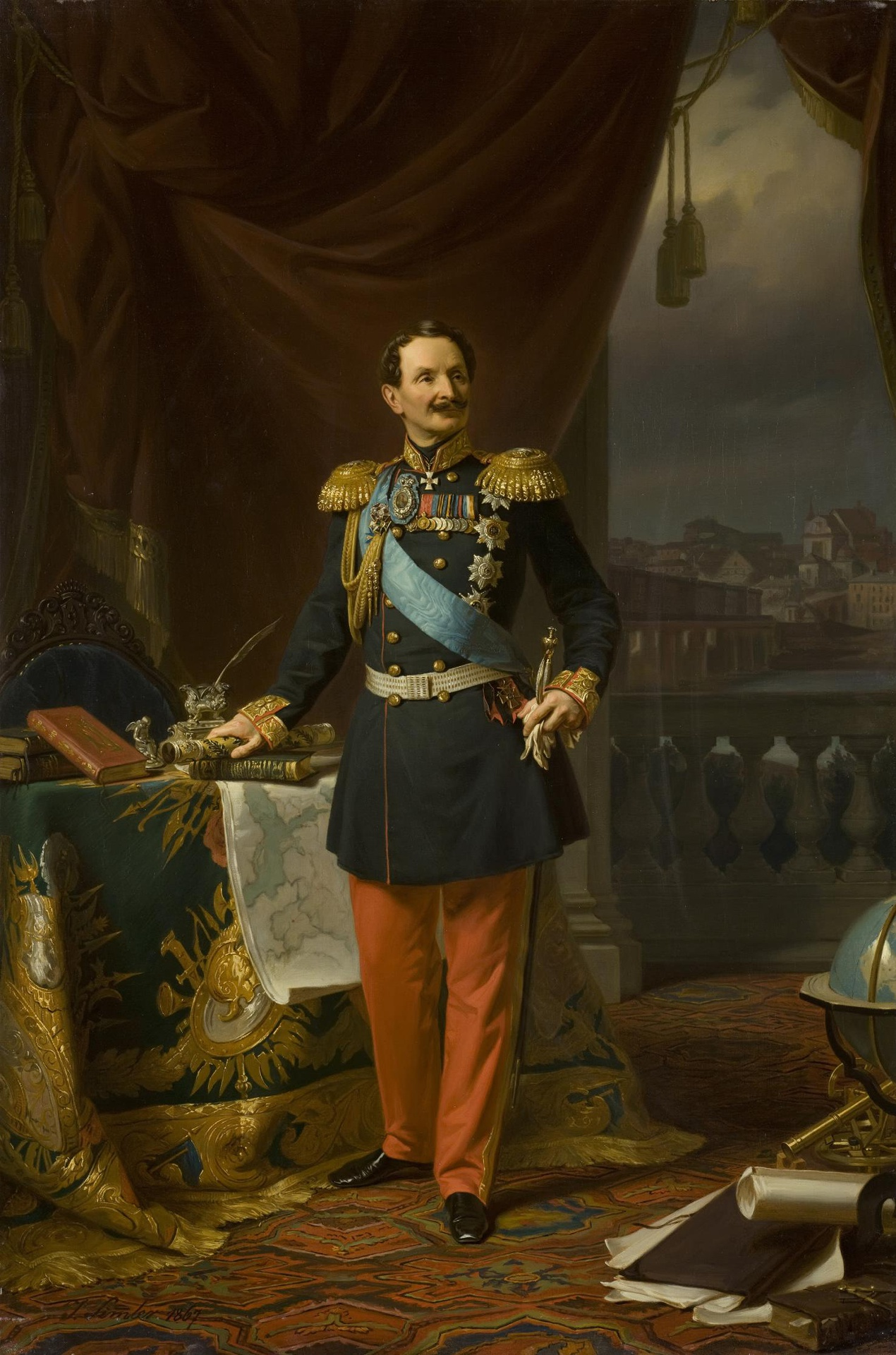
Ritratto del conte von Berg come viceré di Polonia, realizzato da Josef Simler nel 1867

Distintosi anche nel campo dell'amministrazione pubblica, nel 1855 venne nominato governatore generale della Finlandia (all'epoca sotto il dominio russo), incarico che ricoprì sino al 1861. Dal governo finlandese ottenne il titolo nobiliare di conte ed ottenne nel 1857 la cittadinanza onoraria. Durante gli anni del suo incarico, si occupò della difesa della città di Tallinn dalle mire dell'ammiraglio Charles John Napier e Suomenlinna da quelle dell'ammiraglio James Whitley Deans Dundas.
Nel 1863 venne nominato quale ultimo Namestnik (viceré) del Regno di Polonia (rimanendo in carica sino al 1874). I pareri sul suo periodo di governo sono ad oggi molto contraddittorie a seconda delle fonti interpellate. Secondo la testimonianza di N. E. Wrangel, fu "un politico intelligente, saggio, abile come un marchese del XVIII secolo ed astuto come una vecchia volpe; [...] cercò non solo di calmare il paese, ma anche di riconciliarlo alla Russia", mentre secondo i suoi avversari fu feroce e sanguinario, spregiudicato nel sottomettere i polacchi al governo imperiale con ogni mezzo e a reprimere i rivoltosi.
A sostegno di quest'ultima visione, può essere utile ricordare la feroce repressione dell'Insurrezione di gennaio della quale si rese protagonista assieme alle successive politiche tese alla russificazione della Polonia. Di certo egli giunse in Polonia mentre la rivolta era già scoppiata, ma inizialmente si limitò a proseguire semplicemente la politica già intrapresa dai suoi predecessori e quanto prescriveva la legge di guerra in materia; successivamente inasprì il proprio comportamento verso i polacchi. Proprio per il suo ruolo, infatti, i rivoluzionari polacchi tentarono di assassinarlo il 19 settembre 1863, fallendo ed innescando una risposta dura da parte di von Berg. Dopo la soppressione della rivolta, ad ogni modo, si occupò particolarmente dello sviluppo dell'industria e della rete ferroviaria in Polonia, incentrando i propri sforzi al benessere economico della regione nell'intento di garantire una duratura pacificazione del territorio polacco.

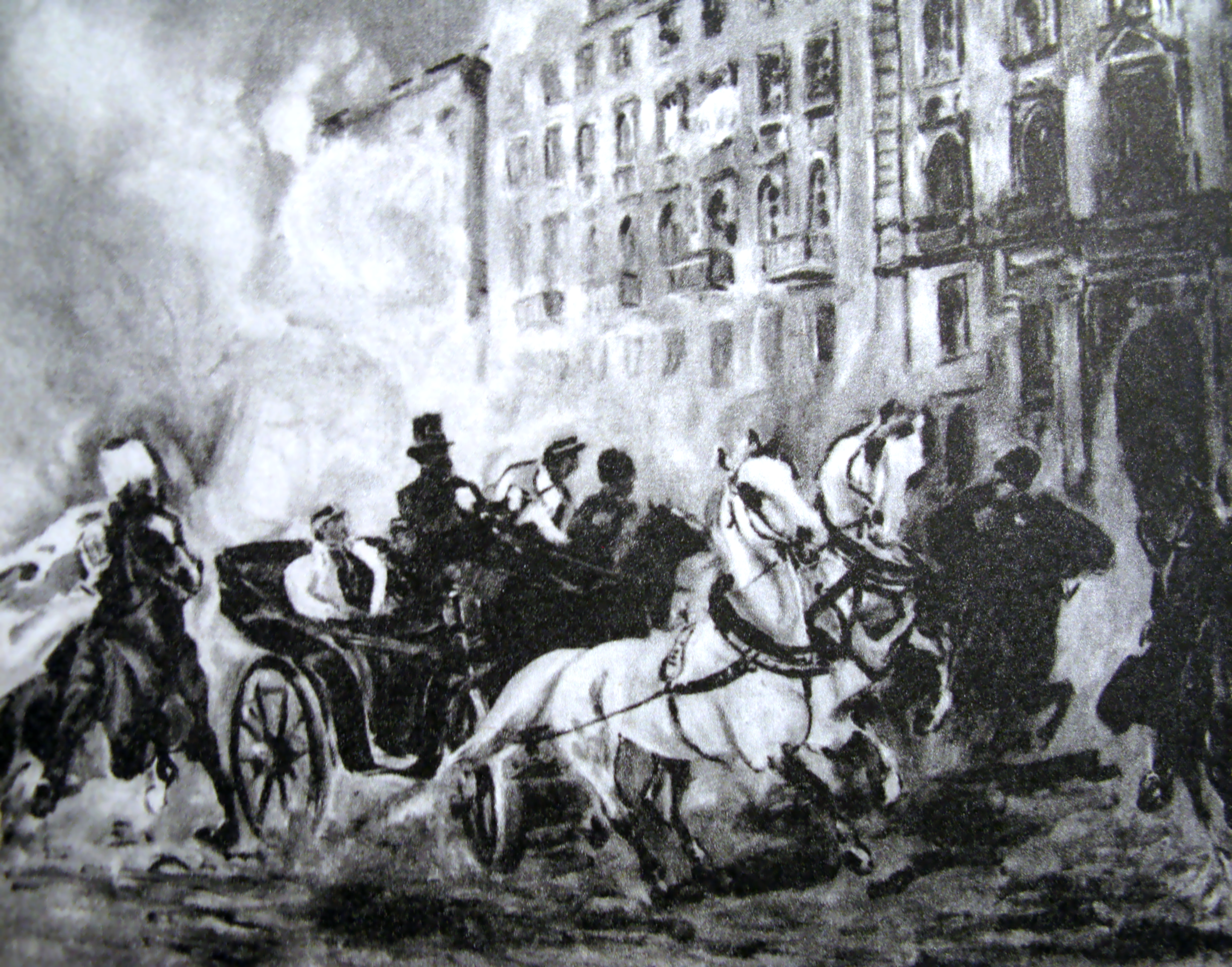
Il tentativo di assassinio del generale Berg a Varsavia nel 1863

Nel 1864 il governo russo decise di formare una commissione che avrebbe dovuto avere il compito di rivedere integralmente le leggi costituzionali del regno di Polonia. Il ministro russo Nikolaj Alekseevič Miljutin suggerì di comporre tale commissione interamente di avvocati russi, mentre von Berg propose di introdurvi anche degli avvocati polacchi. L'idea di Miljutin ebbe infine il sopravvento e von Berg venne addirittura criticato dai filo-russi per le sue posizioni, minando così la stabilità della sua politica nel paese.
Nel 1866, il conte von Berg venne nominato dallo zar al ruolo di membro del Consiglio di Stato, mantenendo la carica di viceré del Regno di Polonia e comandante in capo del distretto militare di Varsavia. Nel 1873 firmò a San Pietroburgo una convenzione militare con la Germania.
Morì il 6 gennaio 1874 a San Pietroburgo dove si era ritirato dopo il termine del proprio incarico in Polonia, venendo poi sepolto nella sua tenuta di Kartenhof in Livonia.

## Contributo alla geografia ed alla topografia
Nel 1820 von Berg fu il primo a dare una descrizione militare e statistica della Turchia, negli anni 1823-25 guidò una spedizione nell'Asia centrale al fine di tracciare delle mappe militari precise, così come fece in Bulgaria e Romania tra il 1828 ed il 1829. Per i suoi servigi resi alla cartografia, nel 1870 venne eletto membro onorario della Società geografica russa di cui era stato anche uno dei membri fondatori, occupandosi di un comitato sorto per migliorare i metodi di lavoro nel campo della trigonometria cartografica, accettando per primo il metodo della scheda di rete di Gauss. Per la cartografia russa egli inoltre introdusse l'uso comune del miglio anglosassone anziché delle 200 braccia usate in precedenza.
Von Berg inoltre si fece promotore della richiesta di rimozione del segreto di stato sulle carte topografiche nel 1857, avvalendosi anche della collaborazione di P. A. Tuchkov (poi governatore generale di Mosca). Si impegnò anche per lo studio della geodesia del suolo russo e scandinavo.

## Matrimonio e figli

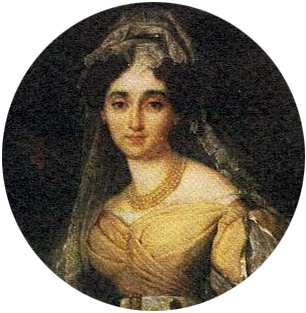
La contessa Leopoldina Cicogna-Mozzoni, moglie del conte von Berg, già vedova del conte Alessandro Annoni.

Nel 1832 Friedrich Wilhelm von Berg sposò la contessa italiana Leopoldina Cicogna Mozzoni, già vedova del conte Alessandro Annoni, dalla quale però non ebbe figli. Si preoccupò in compenso di favorire largamente la carriera del figlio avuto dalla moglie dal primo matrimonio, il conte Francesco Annoni, che divenne generale dell'esercito italiano. Nel 1856 adottò quindi i due figli di suo fratello:
- Friedrich Georg Magnus von Berg (1845–1938), contribuì fortemente allo sviluppo dell'agricoltura estone
- Alexander von Berg (1847-1898), maestro di caccia, morì celibe
- Georg Erik Rembert Berg (1849–1920), generale nell'esercito russo imperiale